# Couvent des Clarisses Urbanistes de Fougères
L'ancien couvent des Clarisses Urbanistes est situé à Fougères, en France.

## Localisation
Le couvent des Clarisses Urbanistes est situé à Fougères, entre le centre-ville et le cimetière. Il a donné son nom à la rue des Urbanistes voisine.

## Historique
Le couvent, fondé en 1633, est construit en 1680 pour la communauté des Clarisses Urbanistes provenant du Monastère de Patience de Laval.
Il est et en partie détruit par un incendie en 1794. Une religieuse, Jeanne Le Royer (1732-1798), est célèbre pour ses prophéties. Durant la Révolution, le couvent sert de prison militaire et de caserne. La chapelle est alors utilisée comme écurie.
Le 15 juillet 1965, le couvent est inscrit au titre des monuments historiques.
Il abrite le centre culturel de la commune de Fougères, le conservatoire intercommunal de musique René Guizien et l'école d'arts plastiques, gérés par Fougères communauté.

## Description
Le couvent s'articule autour d'un cloître dont il manque la moitié du côté oriental. Les bâtiments, construits en appareil mixte pierre de taille granite et moellon de schiste, sont composés d'un rez-de-chaussée à galerie sur le cloître, d'un étage carré et de deux étages de combles ; le premier est éclairé par des gerbières à fronton, alternativement triangulaires et circulaires sur le cloître, le second par des outeaux. Le toit est à long pan en ardoise.

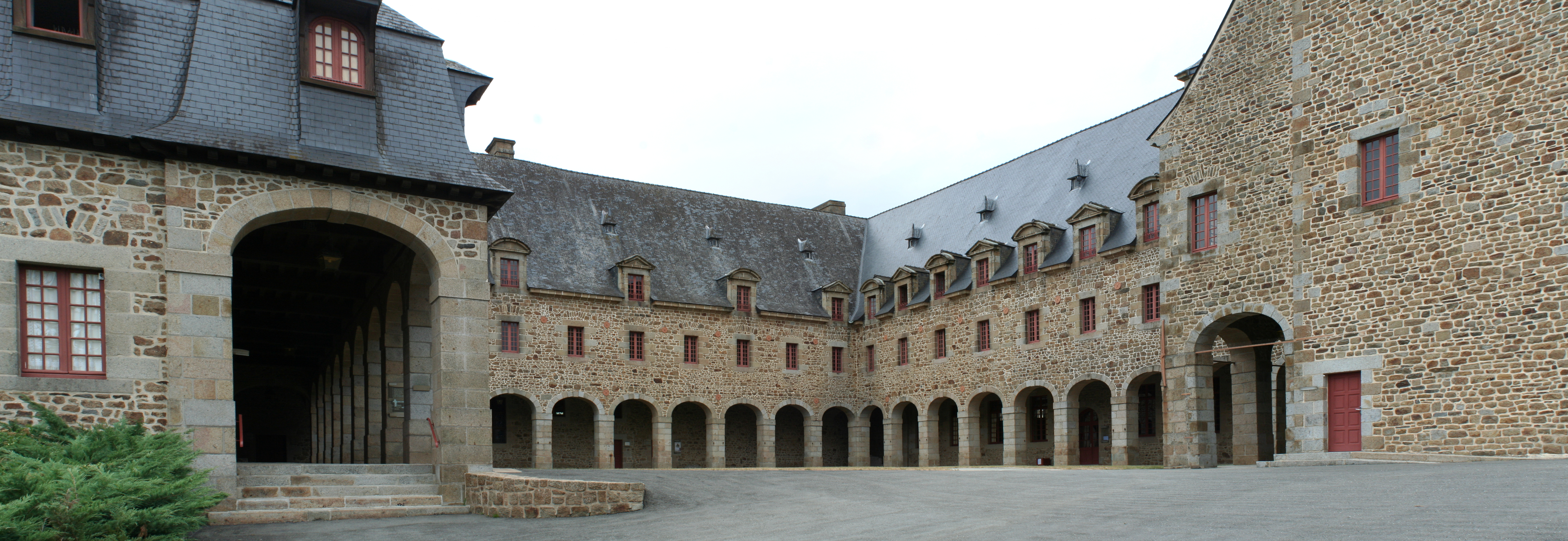
Le cloître.

La chapelle est située au sud-ouest du cloître. Elle est composée d'une nef, d'un transept saillant et d'un chœur. La toiture est à long-pan dans la continuité de celle des corps de bâtiment du cloître, le bras sud du transept et la nef sont à croupes. La façade occidentale est percée d'une porte à deux battants surmontée d'une grande baie circulaire.

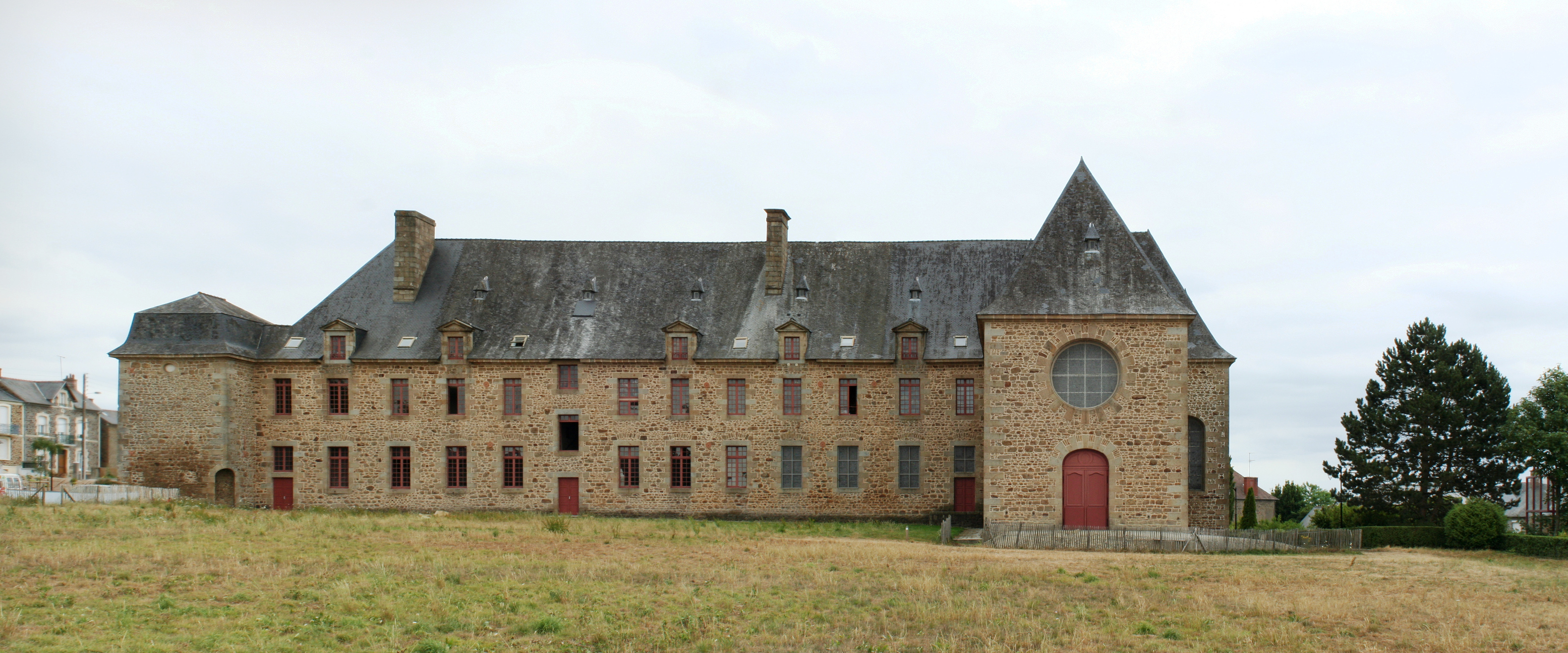
La façade ouest ; à gauche, le pavillon nord ; à droite, la chapelle.

L'angle nord-ouest est fermé par un pavillon à comble brisé avec des coyaux marqués.
Les escaliers sont situés dans-œuvre au milieu des ailes sud et ouest. Occupant toute la profondeur du bâtiment, l'escalier sud est à jour et ouvre directement sur le cloître, il ; l'escalier ouest est tournant à retours sans jour.